# Варнава

Іменини Варнави — 11 червня, на честь святого Варнави , якого зараховують до розширеного кола учнів Ісуса . 11 червня в Католицькій, Протестантській, Англіканській і Православній Церквах вшановується день пам'яті Варнави. Перший лист носить його ім'я, але не був включений до канону. Послання Варнави має на меті показати ранньохристиянські вчення про Ісуса Христа та його страждання як такі, що відповідають Старому Завіту.
Варнава ( грецьке Βαρναβᾶς) — чоловіче ім’я та ім’я арамейського походження, ймовірно, від слів bar neḥmā(«син розради») або bar nabī ( «син пророка»). 

## Ті, хто мав це ім'я
- Апостол Варнава

- Barnabas Barnes
- Barnabas Brisson[fr]
- Barnabas Claramontius, vel P.P. Pius VII
- Barnabas Cobo
- Barnabas Googe[en]
- Barnabas Malaspina[it]
- Barnabas Oriani
- Барнабас Сібусісо Дламіні
- Бернабо Вісконті